# Prosopocera alba
Prosopocera alba är en skalbaggsart som beskrevs av Stefan von Breuning 1938. Prosopocera alba ingår i släktet Prosopocera och familjen långhorningar. Inga underarter finns listade i Catalogue of Life.